# 末広 (川口市)
末広（すえひろ）は、埼玉県川口市の町名。現行行政地名は末広一丁目から三丁目。住居表示実施地区。郵便番号は332-0006。

## 地理
川口市の南部、川口元郷駅の北東部に位置する。駅周辺では利便性が向上し、高層マンションが増加するなど宅地化が進行している。西部を芝川が流れる。

## 歴史

### 沿革
- 1969年（昭和44年）11月1日 - 住居表示実施により十二月田町、新井町、（旧）元郷町一丁目、（旧）朝日町一、三丁目の各一部から末広一丁目〜三丁目が成立[5]。

## 世帯数と人口
2024年（令和6年）3月1日現在の世帯数と人口は以下の通りである。
| 丁目       | 世帯数    | 人口     |
| ---------- | --------- | -------- |
| 末広一丁目 | 2,433世帯 | 5,560人  |
| 末広二丁目 | 1,100世帯 | 2,311人  |
| 末広三丁目 | 1,313世帯 | 2,558人  |
| 計         | 4,846世帯 | 10,429人 |

## 小・中学校の学区
市立小・中学校に通う場合、学区（校区）は以下の通りとなる。
| 丁目       | 番地 | 小学校                 | 中学校                 |
| ---------- | ---- | ---------------------- | ---------------------- |
| 末広一丁目 | 全域 | 川口市立十二月田小学校 | 川口市立十二月田中学校 |
| 末広二丁目 | 全域 | 川口市立十二月田小学校 | 川口市立十二月田中学校 |
| 末広三丁目 | 全域 | 川口市立朝日東小学校   | 川口市立十二月田中学校 |

## 交通
域内を埼玉高速鉄道が通るが、最寄となる川口元郷駅は隣接する元郷一丁目にある。

## 施設
一丁目
- 旧田中家住宅
- 末広1丁目第1公園
- 末広1丁目第2公園

二丁目
- 川口市 南平地域包括支援センター
- 末広第二公園

三丁目
- 特別養護老人ホーム 春香苑
- 川口市 南平児童センタ
- 川口くるみ幼稚園
- 吉祥寺
- 末広第三公園